# Smionia
Genre
Smionia est un genre d'araignées aranéomorphes de la famille des Gnaphosidae.

## Distribution
Les espèces de ce genre sont endémiques d'Afrique du Sud.

## Liste des espèces
Selon World Spider Catalog (version 17.5, 12/11/2016) :
- Smionia capensis Dalmas, 1920
- Smionia lineatipes (Purcell, 1908)

## Publication originale
- Dalmas, 1920 : Deux nouveaux genres d'araignées de la famille des Gnaphosidae. Bulletin du Muséum national d'histoire naturelle, Paris, vol. 1920, p. 119-124 (texte intégral).